# Girolamo Cassar
Girolamo Cassar (en maltés: Ġlormu Cassar, c. 1520 - c. 1592) fue un arquitecto e ingeniero militar maltés. Fue el ingeniero residente de la Orden de San Juan y fue admitido en la Orden en 1569. Estuvo involucrado en la construcción de La Valeta, inicialmente como asistente de Francesco Laparelli, antes de asumir él mismo el proyecto. Diseñó muchos edificios públicos, religiosos y privados en la nueva ciudad capital, incluida la concatedral de San Juan, el palacio del Gran Maestre y los siete albergues originales según cada una de las lenguas de la Orden. Fue el padre de Vittorio Cassar, otro arquitecto e ingeniero.  

## Biografía
Se desconoce la fecha de nacimiento de Cassar, pero se cree que nació alrededor de 1520 en Birgu o Gudja. La familia Cassar, probablemente originaria de Sicilia, se había establecido en Malta desde al menos el año 1440. Tenía dos hermanos, llamados Andreas e Ians, y se casó con su esposa Mathia a principios de la década de 1560, después de lo cual tuvieron cinco hijos: dos niños, Vittorio y Gabriele; y tres niñas, Marietta, Battistina y Caterinella. Cassar tuvo otro hijo, Gio Domenico, de una relación extramatrimonial que se aseguró de no heredar nada de su testamento, irónicamente justificándose a sí mismo escribiendo que su hijo fue desobediente. Cassar fue inicialmente un capomastro (maestro de obras), y fue pupilo de Evangelista Menga, el ingeniero residente de la Orden de San Juan. Trabajó como ingeniero militar durante la batalla de Djerba en 1560 y el Gran Asedio de Malta en 1565. Durante el último asedio, trabajó en la reparación de fortificaciones dañadas por los asaltos otomanos, a veces con gran riesgo personal.
En 1566, la Orden decidió construir una nueva ciudad capital, La Valeta, y Cassar se convirtió en el asistente de Francesco Laparelli, el ingeniero militar italiano que había sido enviado para diseñar las fortificaciones de la ciudad y la planta de cuadrícula. El 22 de abril de 1569, Cassar fue recibido dentro de la Orden en reconocimiento a sus méritos como arquitecto e ingeniero. En este punto, el Gran Maestre le emitió un pasaporte y Cassar pasó el resto del año recorriendo ciudades italianas, incluidas Nápoles, Roma y Lucca. Se familiarizó con el estilo manierista durante esta gira y empleó este estilo en muchos de sus edificios posteriores.

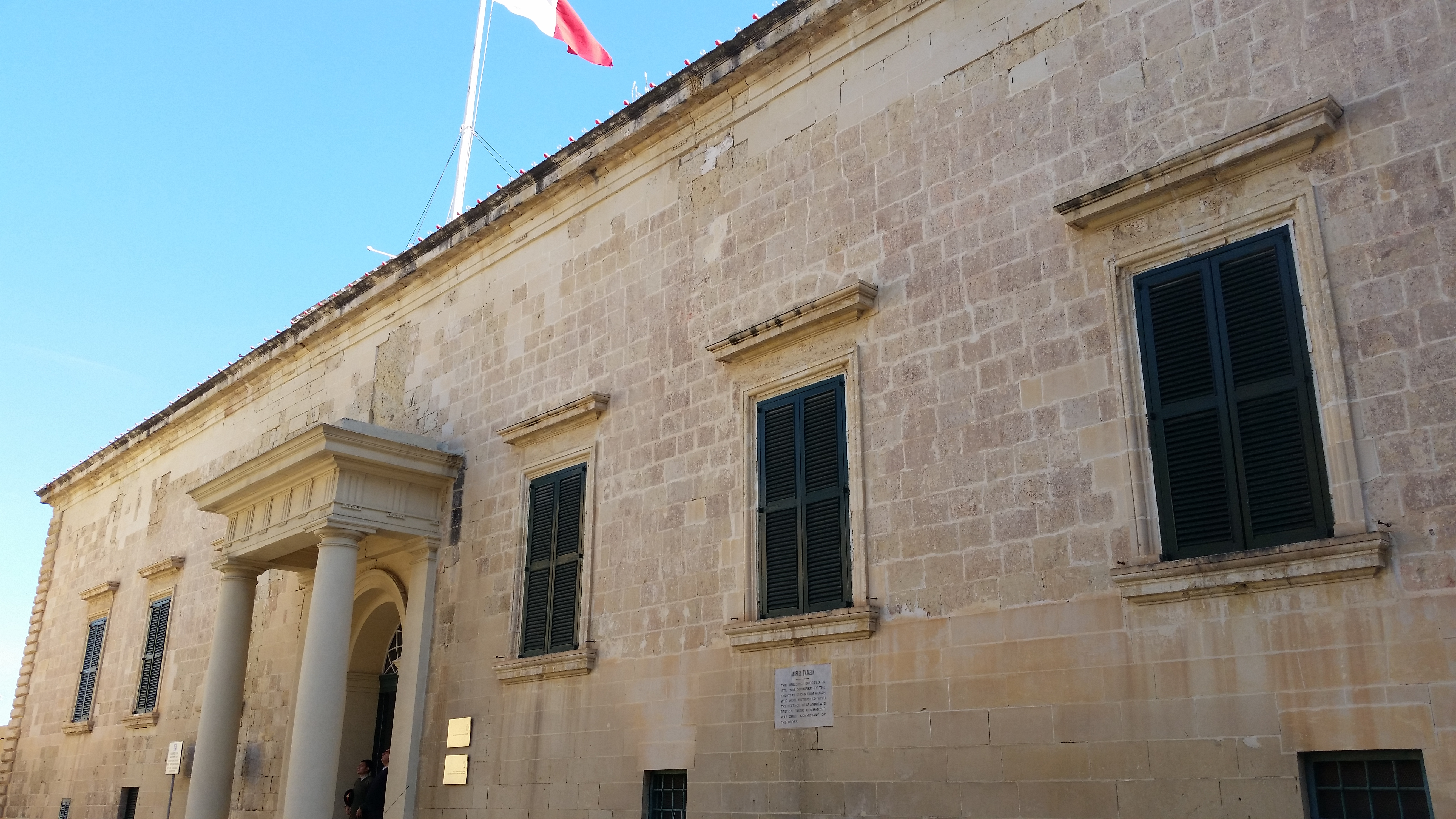
Albergue de Aragón, el único albergue que aún conserva el diseño original de Cassar, con la única adición de un pórtico del siglo XIX

A su regreso a Malta a finales de 1569, el trabajo en las fortificaciones de La Valeta estaba casi terminado, y se hizo cargo del proyecto después de que Laparelli abandonase la isla. También se convirtió en el arquitecto e ingeniero residente de la Orden. Diseñó muchos edificios públicos, religiosos y privados dentro de la ciudad, incluido el  Palacio del Gran Maestro, los siete albergues originales según cada una de las lenguas de la Orden y la Iglesia Conventual de San Juan (ahora conocida como concatedral de San Juan). Cassar también diseñó algunos edificios fuera de la capital, en particular el palacio Verdala en Buskett. También se le atribuye el diseño original de la Sacra Infermeria.
La fecha y las circunstancias de la muerte de Cassar tampoco se conocen. Hizo su segundo testamento el 9 de enero de 1589. Se cree que murió alrededor de 1592 en La Valeta. Fue enterrado en la Iglesia de Porto Salvo en la misma ciudad.

## Vida personal
Girolamo Cassar estaba casado con Mattea Cassar y tuvieron cinco hijos:
- Vittorio Cassar, probablemente su primogénito, heredero principal y favorito. También se convirtió en arquitecto y sucedió a su padre como ingeniero residente de la Orden.*Gabriele Cassar, quien también estaba al servicio de la Orden.
- Marietitina Cassar, quien se casó con Natale Ricza
- Battistina Cassar, que se casó con Antonio Habela
- Caterinella Cassar, quien se casó con Ambrogio Pace

La familia Cassar era lo suficientemente rica y tenían al menos dos esclavos. Vivían en una casa ubicada entre las actuales calles de Santa Úrsula y Melita en La Valeta.

## Legado

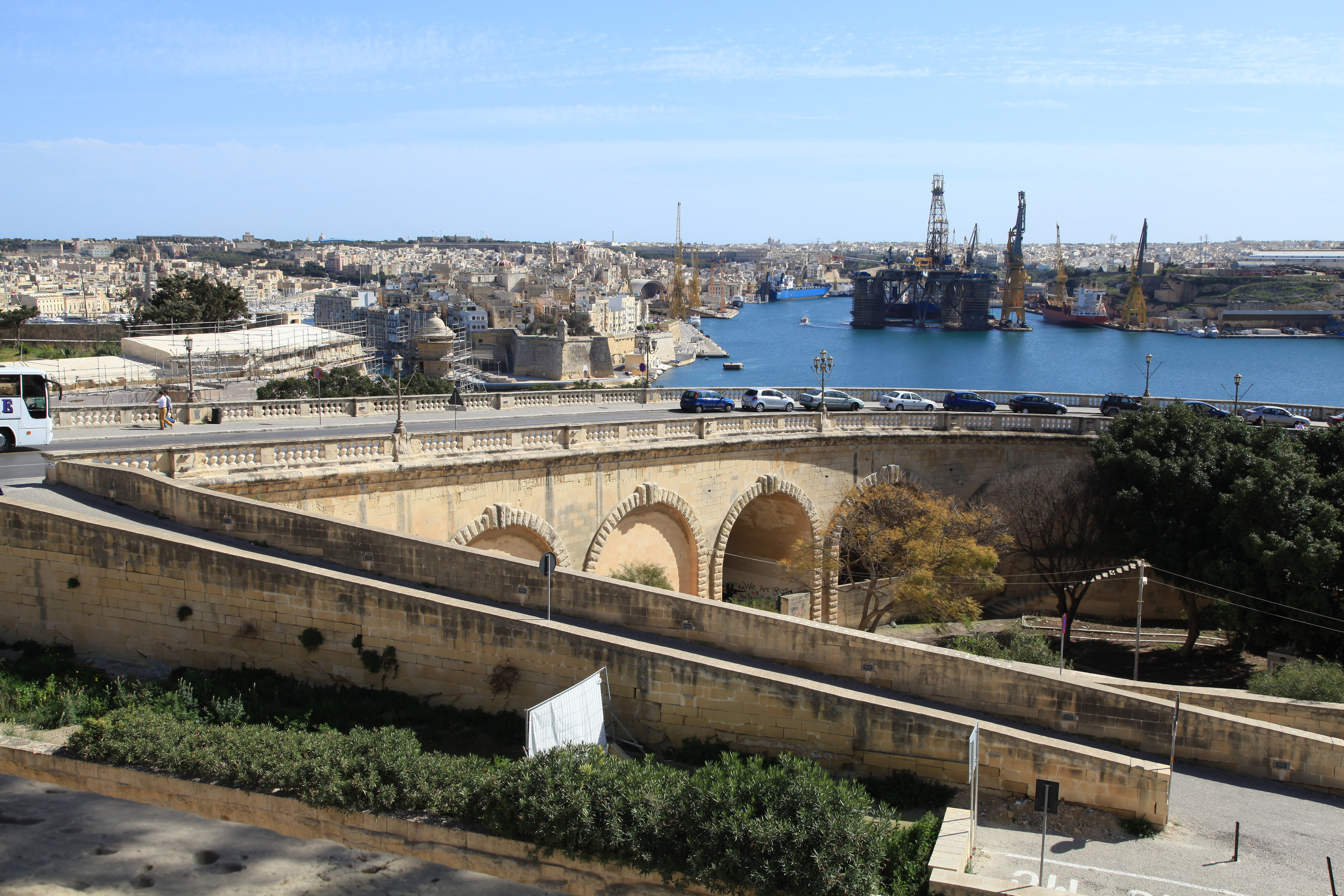
Avenida Girolamo Cassar

Muchos de los edificios de Cassar fueron alterados o demolidos entre los siglos XVII y XX, y muy pocos de sus edificios aún conservan su diseño original. El único albergue en La Valeta que conserva la fachada original de Cassar es el Albergue de Aragón, con la única alteración de un pórtico que se agregó a la entrada principal en el siglo XIX. Otros edificios que conservan el diseño exterior de Cassar son la Concatedral de San Juan en La Valeta y la Iglesia de San Marcos en la localidad de Rabat, aunque sus interiores fueron alterados con el tiempo.
Después de la independencia de Malta en 1964, la carretera que va desde Floriana al Castille Square en La Valeta, que se llamaba avenida del Duque de York, pasó a ser la avenida Girolamo Cassar (en maltés: Triq Girolamo Cassar)  en honor al arquitecto.

## Edificios atribuidos a Cassar
La siguiente es una lista de edificios que se sabe que fueron diseñados por Girolamo Cassar o que se le atribuyen:
En La Valeta
- 1566-?: Fortificaciones de La Valeta (1566 en adelante; con Francesco Laparelli)
- 1566-1567: Iglesia de Nuestra Señora de la Victoria
- 1569: Casa de Fra Eustachio del Monte
- ca. 1570: Primer Albergue de Francia
- ca. 1570: Basílica de Nuestra Señora del Monte Carmelo
- 1570-1571: Primer Albergue de Italia
- 1571: Albergue de Aragón
- 1571-1575: Albergue de Alemania
- ca. 1571-1583: Albergue de Auvernia
- 1571-1575: Albergue de Provenza
- 1571: Iglesia de Santo Domingo
- 1571-1596: Iglesia de San Agustín
- 1571-1575: Iglesia de Santa María de Jesús y convento contiguo
- 1572-1577: Concatedral de San Juan
- 1573-1574: Albergue de Castilla
- 1574-1579: Segundo Albergue de Italia
- 1574: Palacio del Gran Maestre
- 1574: Sacra Infermeria
- 1576: Iglesia de Santa Catalina de Italia (1576)
- 1576: Monasterio de Santa Catalina (1576)
- 1576: Convento de las Carmelitas (1576)
- 1577-1582: Iglesia del Naufragio de San Pablo
- ca. 1584: Panadería
- ca. 1588: Segundo Albergue de Francia
- Capilla del Soccorso en el Fuerte de San Telmo
- Molinos de viento

En otros lugares de Malta
- años 1560: Reconstrucción de Birgu y Senglea
- 1571-1588: Iglesia de San Marcos, Rabat
- 1586: Palacio Verdala
- ca. 1588: Antiguo convento de San Agustín, Rabat
- 1588: Antiguo convento de San Francisco, Rabat
- 1588: Convento de los capuchinos, Floriana

## Galería

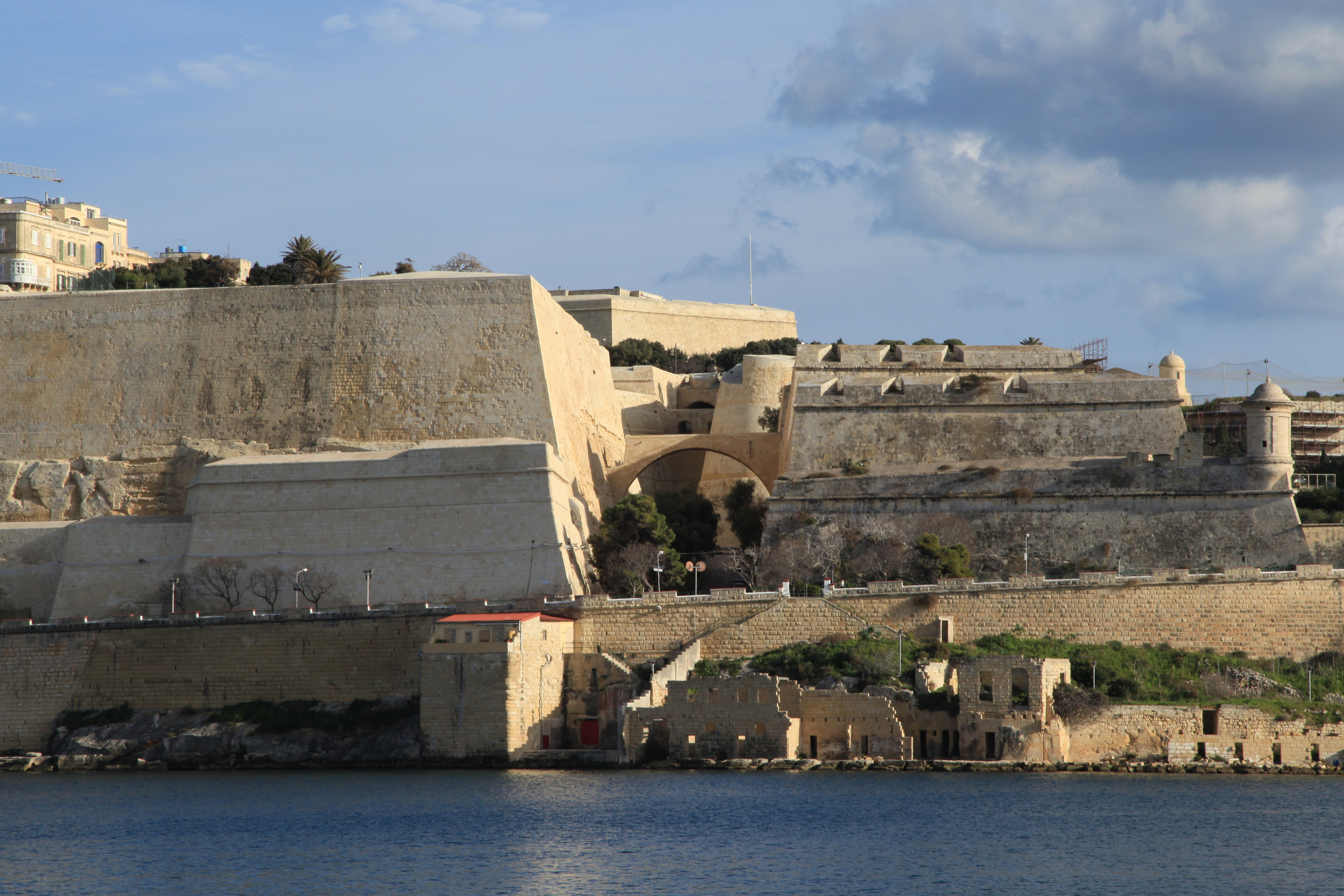
Fortificaciones de La Valeta
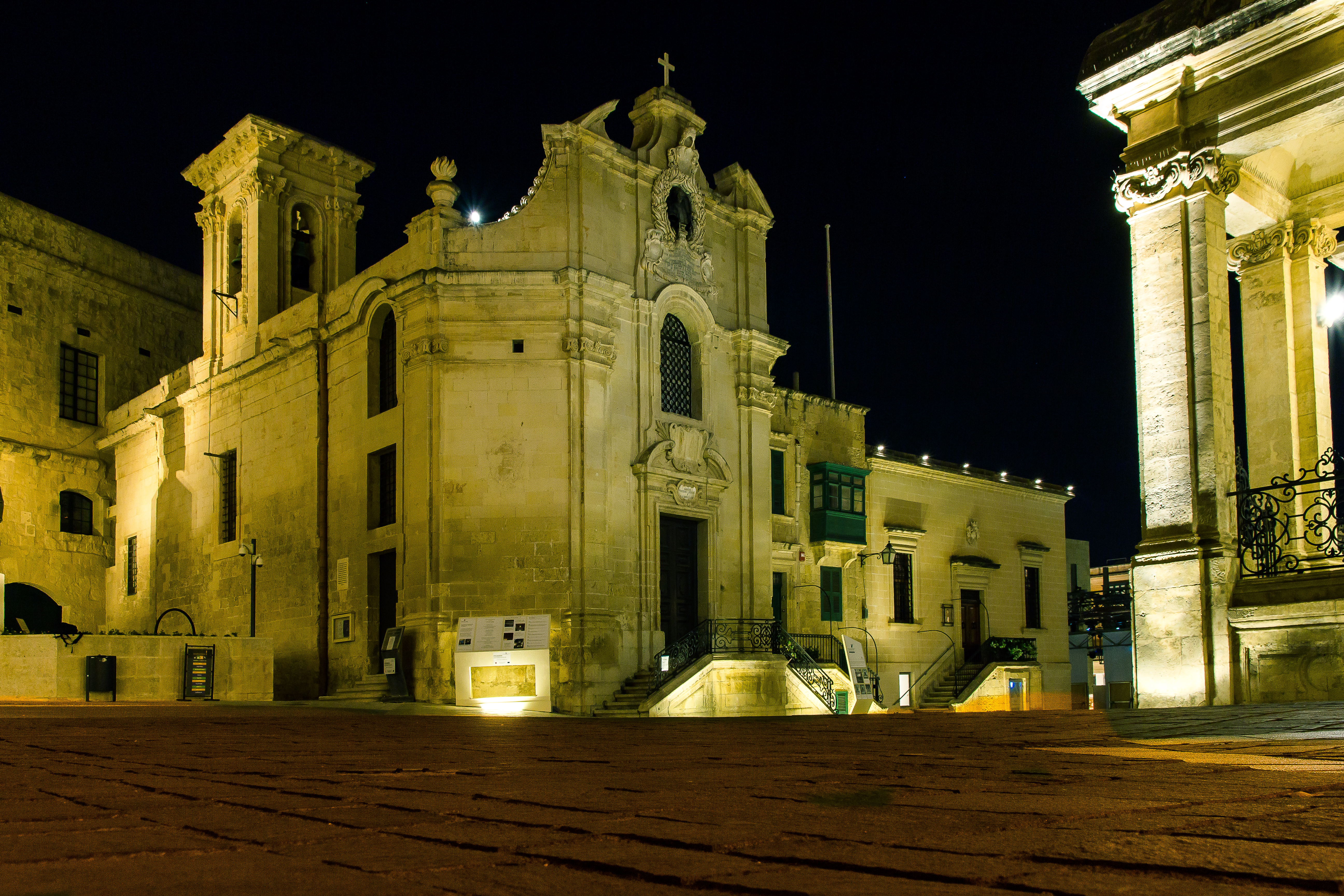
Iglesia de Nuestra Señora de la Victoria
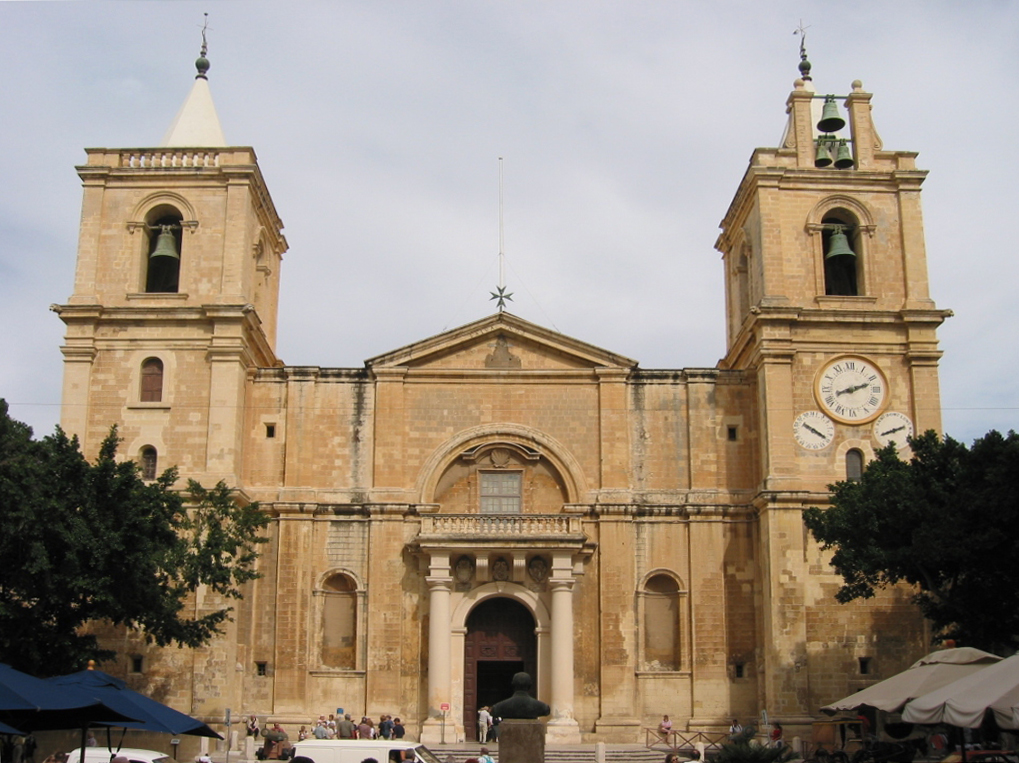
Concatedral de San Juan en La Valeta
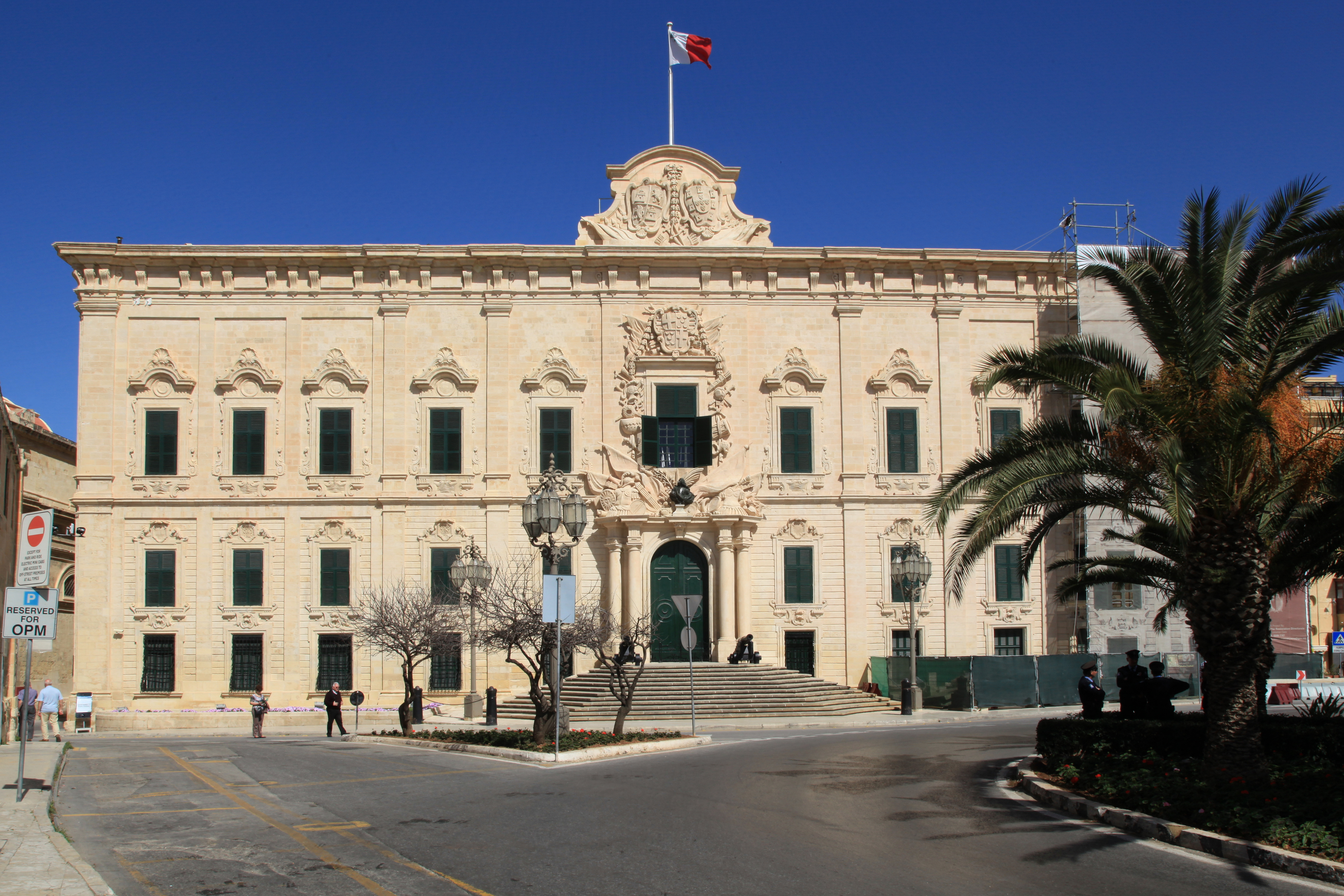
Albergue de Castilla
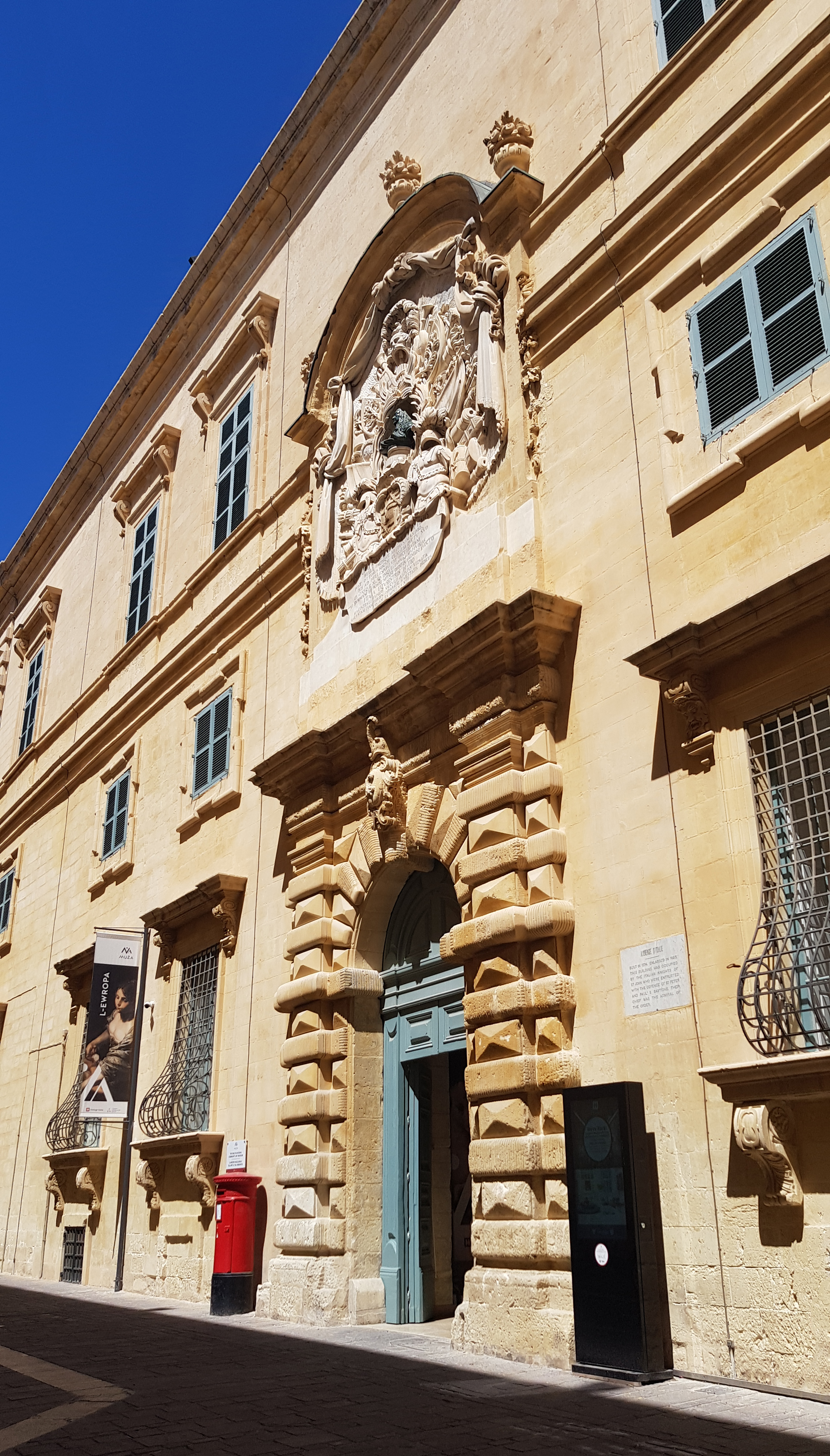
Albergue de Italia
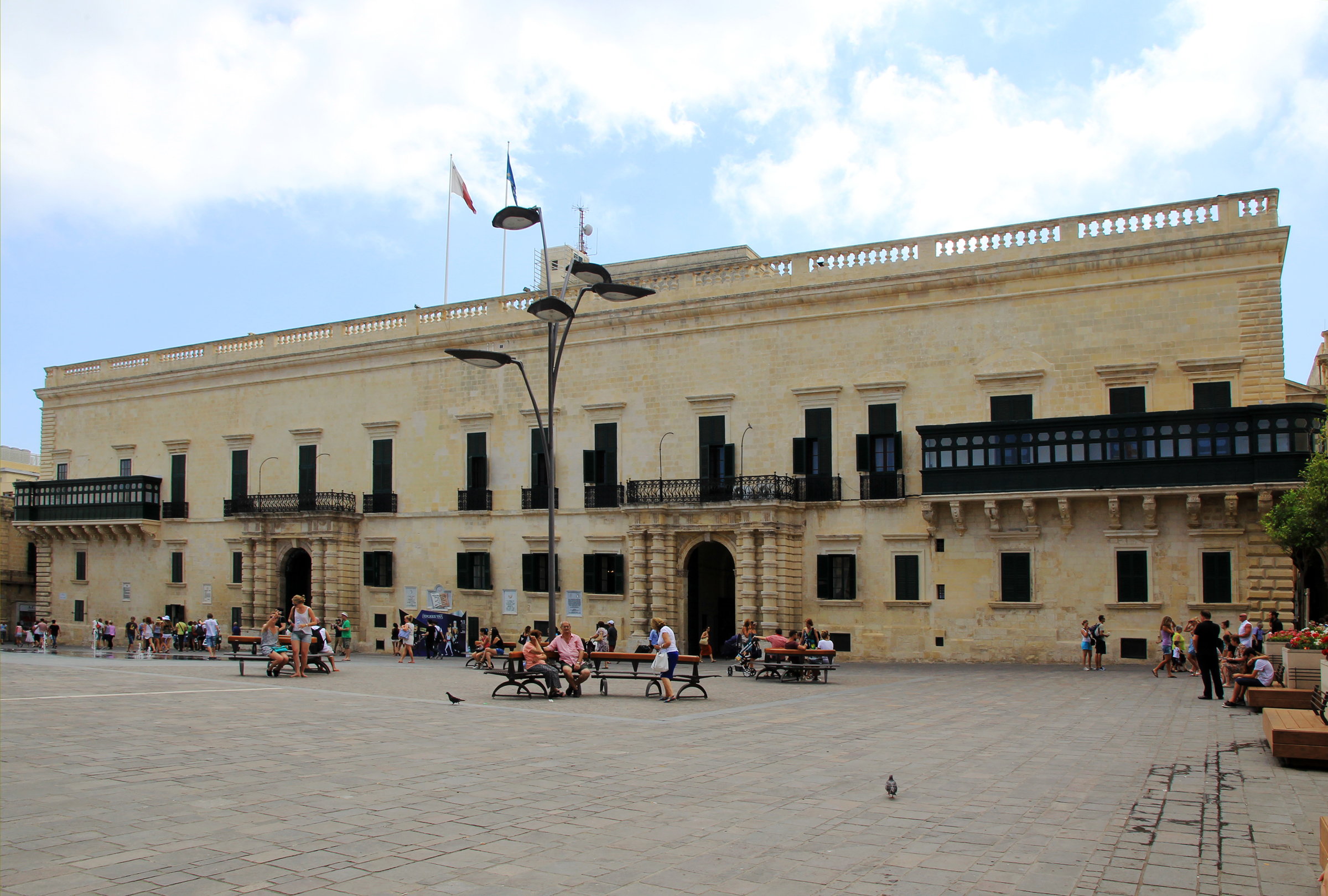
Palacio del Gran Maestre
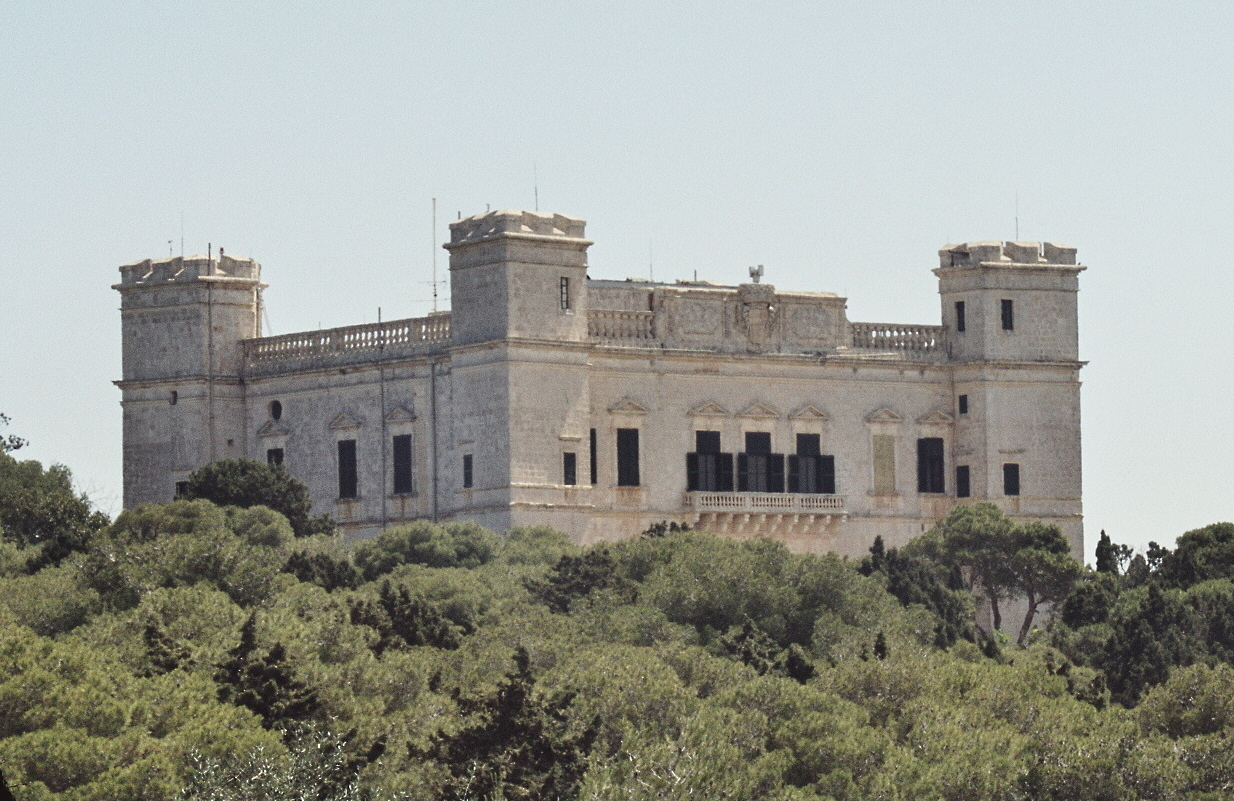
Palacio Verdala
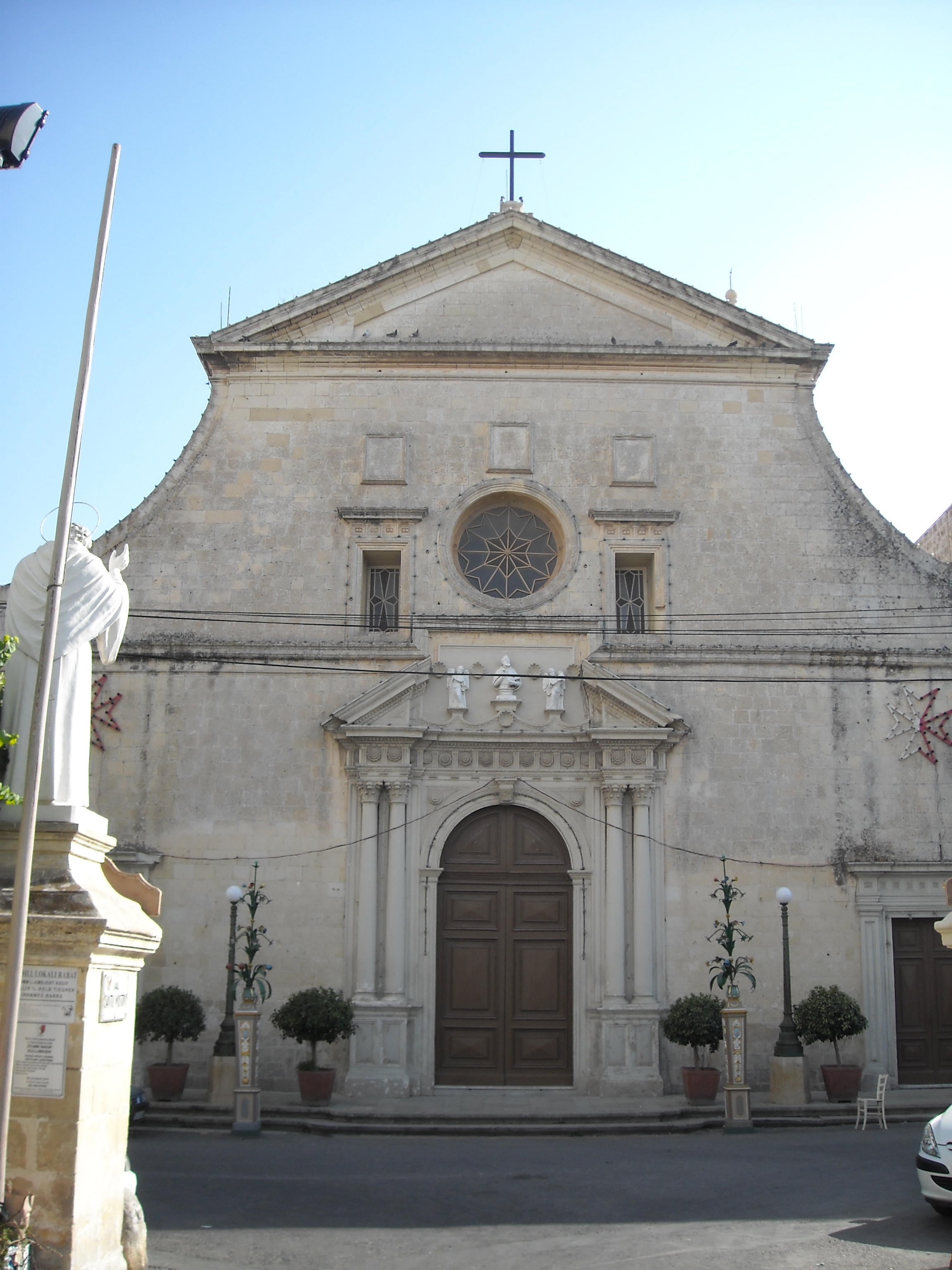
Iglesia de San Marcos